# Іона (Лванґа)
Іона (Лванґа) (англ. Metropolitan Jonah Lwanga; 18 липня 1945 , Ддеґеяd, Центральна область  — 5 вересня 2021 , Афіни ) — ієрарх Александрійського патріархату, старець-митрополит Кампальський, іпертим і екзарх всієї Уганди.

## Життєпис
Народився 18 липня 1945 у селі Ддегея в Уганді. Його дід — Обадія Басаджакітало (Obadiah Basajjakitalo), один із засновників угандського православ'я. із власних спогадів: «Я виріс у домі свого діда Обадії. Звісно, я часто бачив і о. Спартаса. Це були дуже активні люди, які багато турбувались по інших. Отець Спартас був природженим лідером. Він закінчив декілька класів школи, а всьому іншому навчився сам. А дід мій взагалі ніколи не ходив у школу. Він був самоучкою».
З 1952 по 1964 отримував середню освіту в Булемезі и Кяддонодо в Уганді. З 1965 по 1968 вчився в семінарії на Криті, а у 1968—1973 — на філософському факультеті Афінського університету. З 1973 по 1978 вчився у богословській школі Афінського університету.
З 1979 по 1981 був секретарем православної Місії в Уганді.
1 травня 1981 рукоположений у сан диякона, а в 1982 — у сан пресвітера.
Після цього впродовж десяти років служив деканом Духовної семінарії Архієпископа Макарія III в Найробі.
26 липня 1992, в Найробі, рукоположений на єпископа Букобського для управління місією в Танзанії.
У 1992—1995 — представляє Синдесмос у півдні Африки.
12 березня 1997 призначений митрополитом Кампальським, іпертимом та екзархом всієї Уганди. В травні того ж року було звершено чин його інтронізації, очолений Папою і Патріархом.
24 жовтня 2017 Папа і Патріарх Феодор II надав йому титул старця-митрополита.
12 червня 2020 президент Республіки Уганда Йовері Мусевені подарував новий автомобіль владиці Іоні. 
Помер 5 вересня 2021 унаслідок зупинки серця під час лікування раку в приватній клініці в Афінах.